# Sant Joan Vell
Sant Joan Vell és una església parroquial romànica del segle xi del terme municipal de Santa Maria d'Oló, al Moianès. Està situada a prop de l'extrem de ponent del terme municipal, al sud-oest de Santa Maria d'Oló i a ponent de Sant Joan d'Oló. És a prop i al nord de la masia d'Armenteres, al cim d'un turó.

## Descripció
Edifici romànic possiblement construït en la 2ª m. segle xi i situat dalt d'un petit turó, prop del mas Armenteres. Es tracta d'una església d'una sola nau, amb absis semicircular a sol ixent. Aquest en el seu exterior està ornamentat amb un fris d'arcuacions cegues distribuïdes en grups de cinc entre bandes llombardes. Al centre de l'absis hi ha una finestra de doble esqueixada en molt mal estat, coronada amb un arc de mig punt.
La porta es troba al capdavall del mur de migdia. El sostre està esfondrat, però es creu que estaria cobert amb volta de canó, mentre que l'absis ho seria amb volta de quart d'esfera.
L'aparell és obrat amb carreus petits, disposats en filades, barreja d'arenisca i gres. Algunes de les dovelles són de pedra tosca. L'estat de l'edifici és de franca ruïna i la vegetació tendeix a envair l'església.

## Història
Documentada des d'antic ja amb la categoria parroquial, l'ha mantinguda fins a l'actualitat, tot i que ara està agrupada a Santa Maria d'Oló i aquesta categoria l'exerceix l'església més moderna que hi ha a prop, a llevant. És una construcció romànica, de la segona meitat del segle xi, d'una sola nau amb absis a llevant. Tot i que és en ruïnes, l'absis conserva arcades llombardes i lesenes, característiques d'aquella mena de construccions.
El nom d'Oló apareix el 889 i el terme és documentat des del 927; l'església de Sant Joan es troba esmentada el 1081 i de la seva funció parroquial se'n té constància des del 1136. Aquesta funció parroquial l'ha conservada fins avui, encara que el títol ha estat traslladat a l'edifici nou que es construí entre el 1629-1639.
Es creu que l'església degué passar a la Canònica de l'estany el 1364 quan es feu la compra del castell d'Oló. Aquesta dependència degué durar fins al 1592, data d'extinció de la canònica, passant a formar part de les Cinc Dignitats Reials; en tenim constància, concretament, el 1686 quan el bisbe de Vic Pasqual al visitar la parròquia fa constar que pertany a les Dignitats Reials.
L'església es trobava dins l'antic terme del castell d'Oló, en la zona sud-Occ. Del terme.